# Oleh Berezhnoy
Pour les articles homonymes, voir Berejnoy.
Oleg Berezhnoy (en russe : Олег Николаевич Бережной, Oleg Nikolaïevitch Berejnoï), né le 18 janvier 1984 à Soumy, est un biathlète ukrainien.

## Carrière
Il entre en équipe nationale en 2002, année durant laquelle il est médaillé d'argent aux Championnats du monde junior de l'individuel.
Oleg Berezhnoy fait ses débuts en Coupe du monde en novembre 2005. En décembre 2008, il monte pour la première fois sur un podium de Coupe du monde à l'occasion d'un relais disputé à Hochfilzen. Au niveau individuel, il a atteint au mieux la quatrième place lors des individuels de Pokljuka en 2007-2008 et 2010-2011.
Il compte deux participations aux Championnats du monde, obtenant comme meilleur résultat une 18e place sur l'individuel de l'édition 2011.
Le tir est son point fort, son taux de réussite dans l'exercice s'élevait à 94 % en 2008-2009.

## Palmarès

### Championnats du monde
| Épreuve / Édition             | Individuel | Sprint | Poursuite | Départ en masse | Relais | Relais mixte |
| Mondiaux 2008 Östersund       | 58e        | -      | -         | -               | -      | -            |
| Mondiaux 2011 Khanty-Mansiïsk | 18e        | -      | -         | -               | -      | -            |

Légende :

 :épreuve inexistante

- : n'a pas participé à l'épreuve

### Coupe du monde
- Meilleur classement général : 57e en 2008.
- 1 podium en relais : 1 troisième place.
- Meilleure performnce individuelle : 4e à deux reprises.

#### Différents classements en Coupe du monde
| Année     | Classement général final | Sprint | Poursuite | Individuel | Mass start |
| 2007-2008 | 57e                      | -      | -         | 17e        | -          |
| 2008-2009 | 83e                      | -      | 69e       | 63e        | -          |
| 2009-2010 | 95e                      | -      | -         | 62e        | -          |
| 2010-2011 | 64e                      | -      | -         | 22e        | -          |
| 2011-2012 | 96e                      | 85e    | -         | -          | -          |

### Championnats d'Europe
- Médaille d'argent de l'individuel en 2010.

### Championnats du monde de biathlon d'été
- Médaille d'argent du relais mixte en 2007 et 2012.

### Championnats du monde junior
- Médaille d'argent de l'individuel en 2002 et de la poursuite en 2003.
- Médaille de bronze du relais en 2003 et de l'individuel en 2004.

### Championnats d'Europe junior
- Médaille d'or du sprint en 2005.
- Médaille d'argent de la poursuite et de l'individuel en 2005.
- Médaille d'argent du relais en 2004.
- Médaille de bronze du relais en 2005.
- Médaille de bronze de l'individuel en 2004.